# Globsowsee
Der Globsowsee ist ein flacher See im nördlichen Brandenburg im Landkreis Oberhavel auf dem Gebiet der Gemeinde Großwoltersdorf, im Landschaftsschutzgebiet „Fürstenberger Wald- und Seengebiet“ und im Naturpark Stechlin-Ruppiner Land. Unmittelbar an seinem Ufer liegt das Dorf Altglobsow. Sein einziger Abfluss ist ein Bach in Richtung Südosten, der in ein Sumpfgebiet führt, einen oberirdischen Zufluss hat der See nicht. Um den See führen Waldwege.
Der See wird als Badesee sowie zum Angeln und von der Berufsfischerei genutzt. In ihm kommen Weißfische vor, namentlich Rotaugen, zur Regulation des Bestandes wurden Zander eingesetzt. Ferner kommen Aal, Barsch, Blei, Rotfeder und Schlei vor. Der See gilt als dominiert vom Phytoplankton. Durch Tauchgänge wurde festgestellt, dass die untere Makrophytengrenze nur bei 1,5 m Tiefe lag und dort nur Hornblatt-Schwebematten vorkamen. Die dadurch angezeigte Eutrophierung wird auf frühere Nutzung für Enten- und Karpfenmast zurückgeführt.

## Nachweise
1. 1 2  Karte der Schutzgebiete. Bundesamt für Naturschutz
2. 1 2  Altglobsow. Amt Gransee, archiviert vom Original am 21. Januar 2018; abgerufen am 20. Januar 2018.  Info: Der Archivlink wurde automatisch eingesetzt und noch nicht geprüft. Bitte prüfe Original- und Archivlink gemäß Anleitung und entferne dann diesen Hinweis.
3. 1 2  Kristin Scharnweber, Kozo Watanabe, Jari Syväranta, Thomas Wanke, Michael T Monaghan, Thomas Mehner: Effects of predation pressure and resource use on morphological divergence in omnivorous prey fish. In: BMC Evolutionary Biology. 13. Jahrgang, 2013, S. 132, PMC 3702407 (freier Volltext).
4. ↑  Gemeindevertretung Großwoltersdorf: Informationsvorlage zur Bewirtschaftung Globsowsee. Amt Gransee, 14. März 2013, archiviert vom Original am 21. Januar 2018; abgerufen am 20. Januar 2018.  Info: Der Archivlink wurde automatisch eingesetzt und noch nicht geprüft. Bitte prüfe Original- und Archivlink gemäß Anleitung und entferne dann diesen Hinweis.
5. ↑  Walter Kirste: Globsowsee. Outdooractive.com, 14. Juli 2013.
6. ↑  Bericht - Naturkundliches Tauchen 2013. Tauchclub Nehmitz e.V., 20. November 2013.
7. ↑  Knut Arendt, Silke Oldorff, Timm Kabus, Tom Kirschey: Methodik und erste Ergebnisse des „naturkundlichen Tauchens“ in Seen des Naturparks Stechlin-Ruppiner Land. In: Naturschutz und Landschaftspflege in Brandenburg. 20. Jahrgang, Nr. 4, 2011, S. 122 (brandenburg.de [PDF]).